# Sergio Almaraz
Sergio Nicolás Almaraz Paz (Cochabamba, Bolivia, 1928-La Paz, Bolivia, 1968) fue sociólogo, historiador, político y periodista boliviano.

## Biografía
Sergio Almaraz Paz nació en la ciudad de Cochabamba el 1 de diciembre de 1928, en el seno de una familia de clase media. 
Sus inquietudes sociales se manifestaron desde muy temprano; en 1950, a sus 22 años, fue uno de los principales fundadores del Partido Comunista de Bolivia. El carácter autoritario y dogmático de ese partido, y, sobre todo, su incapacidad de interpretar la realidad nacional, empujaron a Almaraz a romper con tal incapacidad partidaria en 1956. 
Desde entonces, eligió hacer su contribución a la transformación social mediante el desentrañamiento teórico de la realidad y de la historia de su país, especialmente de las estructuras del poder y la dominación extranjera que mantenían a Bolivia en la pobreza y la humillación colonial. Muestra de ello son los libros, ensayos y artículos en defensa del destino propio de la nación boliviana: El petróleo en Bolivia; El poder y la caída; Réquiem para una república; y Para abrir el diálogo. La obra de Almaraz fue escogida para ser parte de la colección de las 200 obras bolivianas más representativas, según la Biblioteca del Bicentenario de Bolivia.
Su perspectiva autónoma de la realidad boliviana lo aproximó a la Revolución Nacional y asumió su defensa; no obstante, jamás oscureció su juicio crítico sobre aquel proceso ni se inhibió de denunciar las capitulaciones de su conducción política.
Sergio Almaraz murió en ciudad de La Paz, a los 39 años, en la madrugada del 11 de mayo de 1968, producto de complicaciones de úlceras gástricas.

## Pensamiento
"La explotación de las riquezas naturales por el capital monopolista no sólo representa para los pueblos considerables pérdidas económicas, constituye también la injerencia de sus asuntos internos. Comunmente los privilegios de los consorcios petroleros son logrados al precio del avasallamiento de la soberanía nacional" (El petróleo en Bolivia, 1958).
"La búsqueda de una nueva conciencia nacional, cuya fuerza obstinada sea tan grande como la que alteró el curso de la historia en [las planicies mineras de] María Barzola, no depende solamente de la investigación del pasado. Hay un presente ante el cual los resultados de la praxis cuentan más que el análisis teórico. La combinación de estos factores, y exclusivamente ella, posibilitará el retorno al curso ascendente de la historia" (El poder y la caída, 1967).
"La revolución desde el gobierno también puede capitular con retrocesos lentos, a veces imperceptibles. Una pulgada basta para separar un campo del otro. Se puede ceder en esto o aquello, pero un punto lo cambia todo; a partir de él la revolución estará perdida. Por esto suena falsa la proclamación de la irreversibilidad de la historia cuando se confunde la totalidad del proceso con una de sus áreas particulares" (Réquiem para una república, 1969).

Este ideario de Sergio Almaraz ha fundamentado, con los argumentos más sólidos, la defensa del interés nacional sobre los recursos naturales del país pero, además, ha significado una profunda y comprometida convocatoria a la construcción de una conciencia nacional capaz de sustentar un Estado soberano y una sociedad justa y democrática.

## Comentarios sobre Sergio Almaraz
"En Bolivia, fue Sergio Almaraz Paz quien explicó con mayor lucidez y coherencia las causas del atraso y sometimiento, generadas por la acción conjunta de las clases sociales intermediarias, consorcios internacionales e imperios mundiales" (Andrés Soliz Rada, Almaraz en la construcción del Estado nacional).
"Sus cualidades innatas de hombre sensitivo, escritor y orador, y su vida de proletario intelectual aproximaron a Sergio a la experiencia objetiva del imperialismo en Bolivia, cuyas huellas siguió en los campamentos mineros, en las oficinas petroleras, los sindicatos, los editoriales de la prensa, las intrigas de gabinete y la corrupción de los administradores, hasta formular de todo ello su síntesis nacionalista" (Augusto Céspedes, Réquiem para Sergio Almaraz, 1969).
"Esta patria existe, Bolivia, América Latina, precisamente porque la aman los hombres como él. La propia desesperación del revolucionario es el signo de que la revolución existirá porque, como decía Kierkegaard, 'es la desesperación, el morir transfórmase continuamente en vivir'" (René Zavaleta, Recordación y apología de Sergio Almaraz, 1970).

## Obra
Sus obras son:
- Petróleo en Bolivia (1958)
- El poder y la caída (1967)
- Réquiem para una república (libro póstumo publicado, 1969).
- Para abrir el diálogo (compilación de ensayos, artículos de prensa y entrevistas, 1979).
- Obra reunida (dentro de la colección de la Biblioteca del Bicentenario de Bolivia, 2019)